# Cylindrocladiella brevicollis
Cylindrocladiella brevicollis är en svampart som beskrevs av Crous et al.{?}. Cylindrocladiella brevicollis ingår i släktet Cylindrocladiella och familjen Nectriaceae.   Inga underarter finns listade i Catalogue of Life.